# サヴィアーノ
サヴィアーノ（イタリア語: Saviano）は、イタリア共和国カンパニア州ナポリ県にある、人口約1万6000人の基礎自治体（コムーネ）。

## 地理

### 位置・広がり
ナポリ県北東部のコムーネ。県都ナポリから東北東へ21kmの距離にある。

#### 隣接コムーネ
隣接するコムーネは以下の通り。
- ノーラ
- サン・ヴィタリアーノ
- シシャーノ
- ソンマ・ヴェズヴィアーナ

## 行政

### 分離集落
以下の分離集落（フラツィオーネ）がある。
- Aliperti, Cerreto, Fressuriello, Montagnola, Piazzolla di Saviano, Tommasoni